# Diethart Zielinski
Diethart Zielinski (* 30. August 1941 in Berlin) ist ein deutscher Jurist und ehemaliger Hochschullehrer an der Gottfried Wilhelm Leibniz Universität Hannover.

## Leben
Zielinski studierte Rechtswissenschaften an den Universitäten Erlangen-Nürnberg und Bonn. Dieses Studium beendete 1964 mit dem Ersten Juristischen Staatsexamen, 1969 folgte nach dem Referendariat das Zweite. Anschließend arbeitete er als wissenschaftlicher Mitarbeiter an der Universität Bonn, wo er 1972 bei Armin Kaufmann zum Dr. iur. promovierte. Nach weiteren Assistententätigkeiten an den Universitäten Kiel und Bielefeld habilitierte Zielinski sich 1976 in Hannover. Im selben Jahr trat er in Hannover eine Professur auf einem strafrechtlichen und kriminalwissenschaftlichen Lehrstuhl an, den er bis zu seiner Emeritierung 2004 innehatte. Von 1988 bis 1989 war er Dekan der hannoverschen rechtswissenschaftlichen Fakultät.

## Veröffentlichungen (Auswahl)
- Handlungs- und Erfolgsunwert im Unrechtsbegriff - Untersuchungen zur Struktur von Unrechtsbegründung und Unrechtsausschluß. Duncker & Humblot, Berlin 1973, ISBN 978-3-428-02985-3 (Dissertation).